# Karl Inhofer
Karl Inhofer (* 28. Dezember 1942 in Neustadt an der Weinstraße; † 13. Oktober 2016 in München) war ein deutscher Verwaltungsbeamter. Von 1995 bis 2007 war er Regierungspräsident des bayerischen Regierungsbezirks Mittelfranken.

## Leben
Inhofer studierte an der Technischen Hochschule München Rechtswissenschaften. Während dieser Zeit war er als Wissenschaftliche Hilfskraft am Institut für Wirtschafts- und Patentrecht der TH München tätig. Seit 1962 war er Mitglied der Studentenverbindung Akademischer Gesangverein München im SV.  1969 schloss er das Studium mit der zweiten juristischen Staatsprüfung ab.
Er trat 1970 in den bayerischen Staatsdienst ein und übernahm verschiedene Tätigkeiten bei der Regierung von Oberbayern, am Landratsamt Miesbach und im Bayerischen Staatsministerium des Innern. Ab dem 1. Mai 1990 war er als Berater im Ministerium des Innern der DDR tätig und wechselte am 13. November 1990 als Leiter der Abteilung Staats- und Verwaltungsrecht in das Thüringer Innenministerium in Erfurt. Am 1. Oktober 1991 kehrte er nach München zurück und wurde Sachgebietsleiter und stellvertretender Abteilungsleiter im Bayerischen Innenministerium.
Ab 1. Mai 1992 war Inhofer neben Heinrich von Mosch Vizepräsident der Regierung von Mittelfranken und übernahm nach dessen Ausscheiden am 1. November 1995 das Amt des Regierungspräsidenten.  Als Vorsitzender  des Vorstandes des Westbayerischen Technologie-Transfer-Instituts e. V. (WETTI), als Mitglied des Kuratoriums des Vereins Die Region Nürnberg e. V. und als Förderer der Gründung der Hochschule Ansbach setzte er sich insbesondere für die forschungspolitische Entwicklung der Region Mittelfranken ein. Er war auch Vorsitzender des Grundvertragsausschusses des Verkehrsverbundes Großraum Nürnberg (VGN).
Nach Erreichen der Altersgrenze schied er Ende 2007 aus dem Amt des Regierungspräsidenten aus. Als sein Nachfolger wurde Thomas Bauer bestellt.
Inhofer war bis 2008 auch Präsident und Vorsitzender des Stiftungsrates der Internationalen Orgelwoche Nürnberg Musica sacra (ION), später dessen Ehrenpräsident. Er war Vorsitzender des Stiftungsausschusses der Förderstiftung Windsbacher Knabenchor und Erster Vorsitzender des Historischen Vereins Mittelfranken e. V.
Inhofer verbrachte seinen Ruhestand in München.

## Auszeichnungen
- 2004: Bundesverdienstkreuz am Bande
- 2007: Bayerischer Verdienstorden
- 2009: Ehrensenator der Friedrich-Alexander-Universität Erlangen-Nürnberg[3]